# Academia Tereziană

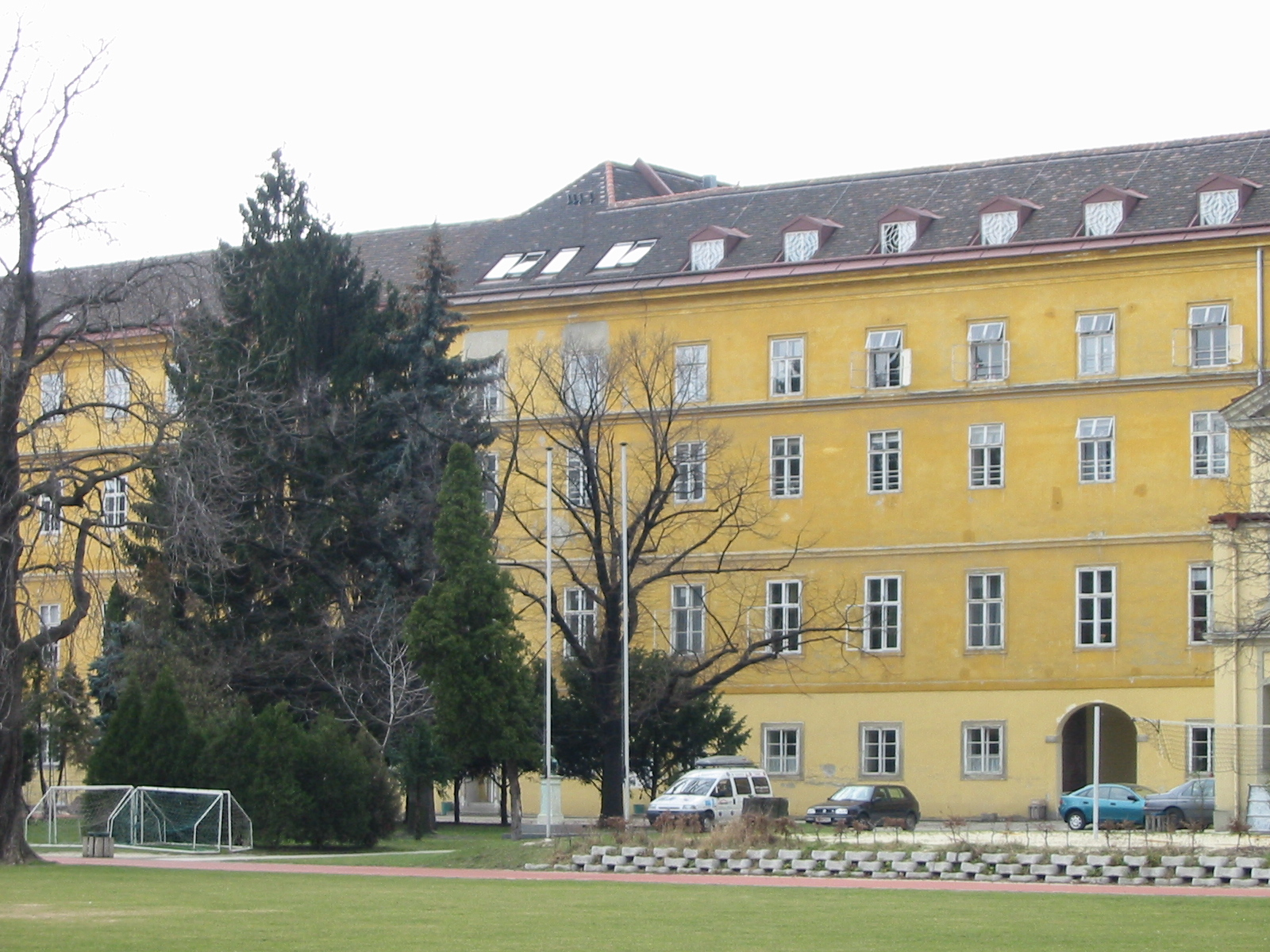
Academia Tereziană

Academia Tereziană este o instituție de învățământ superior întemeiată la Viena în anul 1746 din inițiativa împărătesei Maria Terezia, al cărei nume îl poartă. Pe lângă Academia Tereziană, Maria Terezia a mai fondat Academia Militară Tereziană și Academia Limbilor Orientale.

## Istoric
Prin contractul din 24 februarie 1746 reședința imperială de vară a fost vândută Ordinului iezuit, care și-a asumat obligația de a deschide în clădire o instituție de învățământ superior. Maria Terezia s-a angajat să finanțeze proiectul.
Desființarea ordinului iezuit în anul 1773 a însemnat o grea lovitură pentru Academia Tereziană, care a trebuit chiar să-și închidă temporar porțile în timpul domniei lui Iosif al II-lea, fiul Mariei Terezia.
În anul 1791 împăratul romano-german Leopold al II-lea, fratele lui Iosif al II-lea, a redeschis Academia Tereziană. Din 1849 au fost primiți la studiu și tineri fără origine nobilă. În Academia Tereziană au fost formați studenți din întreg cuprinsul Imperiului Habsburgic.
În timpul celui de-al Doilea Război Mondial, național-socialiștii au evacuat internatul terezian, instalând în clădire o instituție de propagandă nazistă. De la terminarea războiului și până în 1955 edificiul a fost ocupat de trupele sovietice staționate la Viena.
În prezent în clădire își are sediul Academia Diplomatică a Austriei. Într-o aripă a edificiului funcționează liceul de elită „Theresianum”, numit astfel în amintirea Academiei Tereziene.

## Absolvenți renumiți
- Ferenc Széchényi (1754-1820), întemeietorul Bibliotecii Naționale Maghiare
- Josef Wenzel Radetzky von Radetz (1766-1858), feldmareșal austriac
- Ignacy Hilary Ledóchowski (1789-1870), general austriac și polon
- Joseph Jelačić (1801-1859), ban al Croației
- Titu Maiorescu (1840-1917), academician, prim-ministru al Regatului Român între 1912-1914
- Karl Lueger (1844-1910), primar al Vienei
- Konstantin Jireček (1854-1918), politician, istoric și diplomat ceh
- Alfonso al XII-lea al Spaniei (1857-1885), rege
- Wladimir Ledóchowski (1866-1942), general al iezuiților
- Franz Nopcsa (1877-1933), paleontolog transilvănean
- Joseph Schumpeter (1883-1959), economist, laureat al Premiului Nobel
- Egon Brunswik (1903-1955), psiholog american
- Ertuğrul Osman Osmanoğlu (1912-2009), prinț turc, șef al familiei imperiale a Turciei și pretendent la tronul otoman.